# Sobyān
Sobyān (persiska: سبیان, Şebyān) är en ort i Iran.   Den ligger i provinsen Khorasan, i den nordöstra delen av landet, 600 km öster om huvudstaden Teheran. Sobyān ligger 1 129 meter över havet och antalet invånare är 218.
Terrängen runt Sobyān är platt, och sluttar söderut. Runt Sobyān är det ganska tätbefolkat, med 56 invånare per kvadratkilometer. Närmaste större samhälle är Nīshābūr, 19,2 km öster om Sobyān. Trakten runt Sobyān består till största delen av jordbruksmark.